# Centre Point
Centre Point (ou Centrepoint) est un gratte-ciel de bureaux situé dans le centre de Londres. Il est situé au 101-103, New Oxford Street, à côté de St Giles' Circus et de la station de métro de Tottenham Court Road. Il est situé dans le quartier de Camden, mais très proche de la frontière municipale avec la Cité de Westminster.
Le bâtiment a été conçu par George Marsh du cabinet d'architectes Richard Seifert and Partners et construit de 1963 à 1966 par Wimpey Construction. Il est haut de 117 m et comporte 32 étages, pour une superficie totale de 27 180 m² de bureaux. 
Ce fut un des premiers gratte-ciel construits à Londres et, en 2016, par sa dimension relativement modeste, il se retrouve relégué vers la 30e place des immeubles de la ville.